# 鉱油
鉱油（こうゆ、英: mineral oil）は、石油（原油）、天然ガス、石炭など地下資源由来の炭化水素化合物もしくは不純物をも含んだ混合物の総称。鉱物油（こうぶつゆ）、鉱物性油（こうぶつせいゆ）とも呼ばれており、一般的には石油由来の油として広く工業製品等に用いられている。
鉱油でない油とは、例えば（いま抽出したばかりの）動物の脂肪や植物の油脂である。
石油由来の物質に、英語の mineral、漢字の「鉱」の字があてられているのは、石油がリンネの時代など過去の分類学上、鉱物扱いされてきたことの名残である。
国際鉱物学連合が定める鉱物の定義については、鉱物の項を参照のこと。

## 潤滑油
潤滑油の90 %以上は鉱油である。鉱油系潤滑油の成分のほとんどは芳香族系炭化水素、パラフィン系炭化水素、ナフテン（シクロアルカン）系炭化水素である。一般的に、環分析（n-d-M法）でパラフィンの炭素数が50以上の潤滑油をパラフィン系、ナフテンの炭素数が30 - 45をナフテン系と呼ぶ。
安価である。粘度範囲は広く、様々な粘度の鉱油が存在する。
精製では不純物を完全に除去することはできない。一般に、この不純物により、熱安定性が低く、流動点が高い。低くとも-20 ℃で凝固する。このため、不純物がない合成油に比べると使用温度範囲は狭い。

### パラフィン系
鉱油の潤滑油基油の大半はパラフィン系である。非常に種類が多い。炭素数はC15 - C50、分子量は200 - 700 mol/g、常圧換算沸点は250 - 600 ℃と範囲は広い。その種類はセイボルトユニバーサル粘度（SUS粘度）(Saybolt Universal Second)で区別されている。SUS/100Fの粘度で60 - 700程度の留分はニュートラル油（Neutrals）、減圧蒸留残油を脱歴精製したものはブライトストック（Bright Stocks）と呼ばれる。
粘度指数と引火点はナフテン系（粘度指数0 - 70、引火点VG68で約230）と比べて高い（粘度指数90 - 110、引火点VG68で約192）。エンジンオイルに用いられる。
原料は、パラフィン系炭化水素を多く含む原油であり、主に中東（西アジア）から産出される。この原油を常圧蒸留した残油から製造される。通常のパラフィン系潤滑油の製造工程は溶剤精製法と水素化分解法の二つがある。これとは別に、高精製潤滑油や高粘度指数潤滑油、低流動点潤滑油などの高性能な潤滑油を製造するための特殊な精製工程がある。

### ナフテン系
ナフテンとは石油に含まれるのシクロアルカンの総称である。
流動点が低く、パラフィン系の－10 - －25 ℃に対し、－30 - －50 ℃である。代替フロン以外の冷凍機油や電気絶縁油に使われる。アニリン点は低く、溶解性が高い。パラフィン系の80 - 110に対し、60 - 90である。金属加工油、インキ基油、粘着剤基剤、ゴム配合油/伸展油、グリース基油などに使われる。また、カーボンが軟らかく、弁などに堆積したカーボンが取れやすいため、高温用レシプロ型空気圧縮機油に使われる。
原料はベネズエラ、アメリカ合衆国、ロシア、オーストラリアなどの一部の油田から産出される。日本は主にオーストラリアのワンドゥー原油（Wandoo Crude）を使用している。これらナフテン系原油を常圧蒸留または減圧蒸留処理をした残油を精製して作られる。精製方法は概ね硫酸洗浄 - 白土処理、溶剤精製、水素化処理の組み合わせである。
ナフテン系原油の油田は世界的に枯渇してきており、かつ高級潤滑油にできる良質の原油はさらに少量であると考えられている。また、精製技術の発展と添加剤の開発により、パラフィン系潤滑油でも一部の性能がナフテン系潤滑油と同等とすることが可能となった。このため、ナフテン系はパラフィン系潤滑油に代替されてきている。

### 歴史

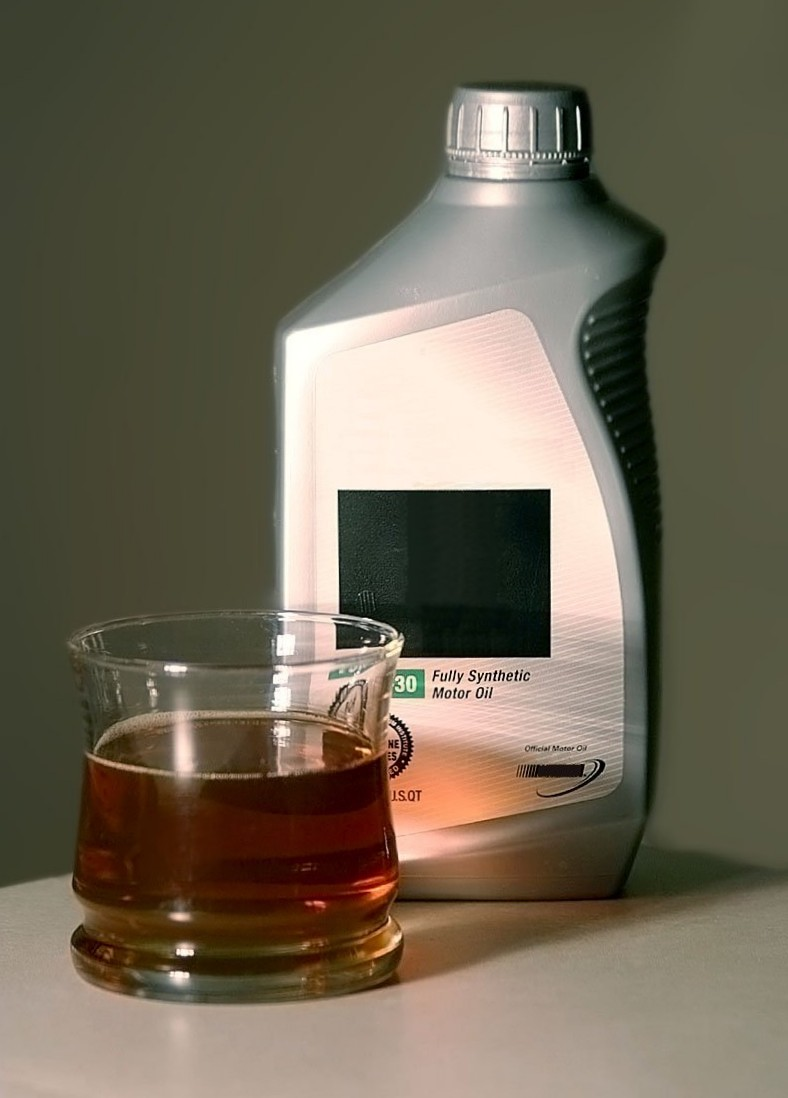
エンジンオイル

紀元前より天然アスファルト（歴青）が潤滑剤に用いられた。しかし、(当時の技術力で)容易に利用できる石油資源は偏在していたため、植物や動物由来の油脂と比べて一般化することはなかった。
17世紀以降、燃料用として石油の掘削と精製が盛んに行われるようになると、分留した重質油が潤滑油への用途で注目されるようになった。1845年、アメリカ合衆国においてカルシウムグリース（鉱油と獣脂、石灰を混合した潤滑油）が開発された。動植物油と比べ安定性などに優れ、他の石油製品と同様に安価であったため、一部の用途を除き動植物油から鉱油へと移行した。
20世紀に入ると、フィッシャー・トロプシュ法、ベルギウス法などの発明により、鉱油を分解・合成して不純物を取り除き、水素添加や異性化などで成分を改良した高度精製鉱物油が製造されるようになった。
最近では、従来は鉱油として扱われた高度精製鉱物油に化学合成油の名称を使うことがある。代表格は、自動車に用いられるエンジンオイルであるが、鉱油（鉱物油）と化学合成油の定義や境界が議論となっている。
鉱油と化学合成油の違いに関する議論の詳細は、カストロール#化学合成油の概念が変ったの項を参照のこと。

## 燃料油
エネルギー革命以前に、植物性、動物性油脂も燃料油として用いられていた時代には、ガソリンを鉱油として区別していた。日本ではその名残として、燃料油を扱う業者の中で、社名に「鉱油」を用いるものがある（例：ガソリンスタンドチェーンを展開する宇佐美鉱油、太陽鉱油等）。

## 化粧品等

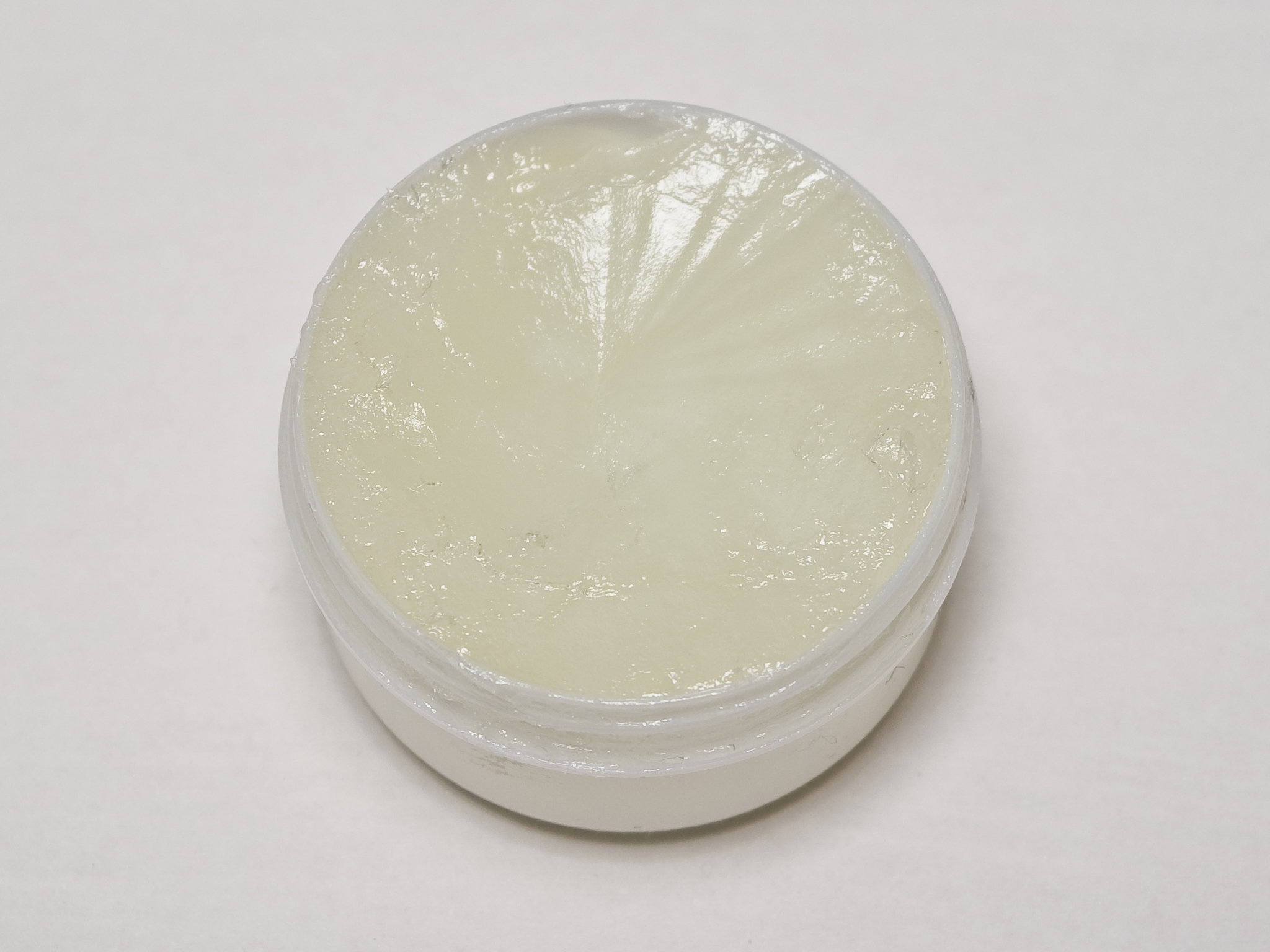
白色ワセリンの例（ユニリーバ製）

鉱油は、化粧品や医薬品等にも広く利用されている。代表格は、日本薬局方で処方が定義されている白色ワセリンである。これは性質や性状の安定性を保つため、あえて鉱油を精製した原料を用いて製造しており、ワセリンを二次的に利用した化粧品等も多く流通している。値段が安いことでも知られており、多くの化粧品会社が使用している。